# Eotetranychus thailandicus
Eotetranychus thailandicus är en spindeldjursart som beskrevs av Ehara och Wongsiri 1975. Eotetranychus thailandicus ingår i släktet Eotetranychus och familjen Tetranychidae. Inga underarter finns listade i Catalogue of Life.